# Matthew Settle
Jeffrey Matthew Settle (Hickory, Sjeverna Karolina, 17. rujna 1969.) je američki glumac. Najpoznatiji je po ulogama Ronalda Spiersa u TV seriji "Združena braća" i Rufusa Humphreya u TV seriji "Tračerica".